# Vriesea pseudoligantha
Vriesea pseudoligantha är en gräsväxtart som beskrevs av Philcox. Vriesea pseudoligantha ingår i släktet Vriesea och familjen Bromeliaceae. Inga underarter finns listade i Catalogue of Life.

## Bildgalleri

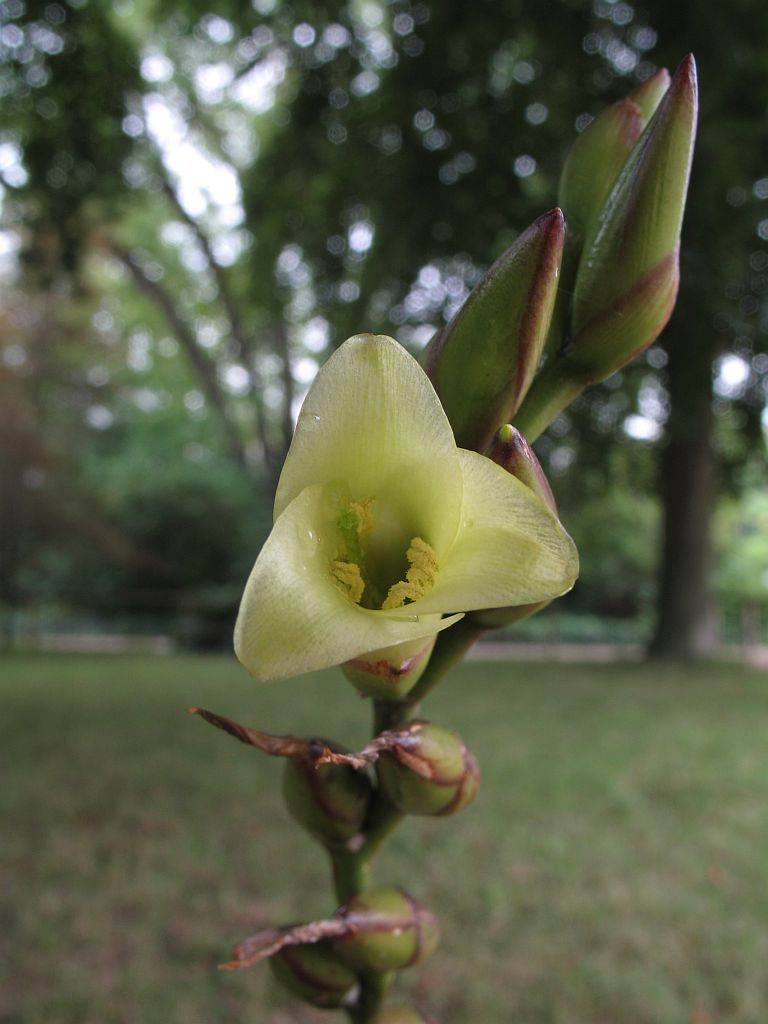
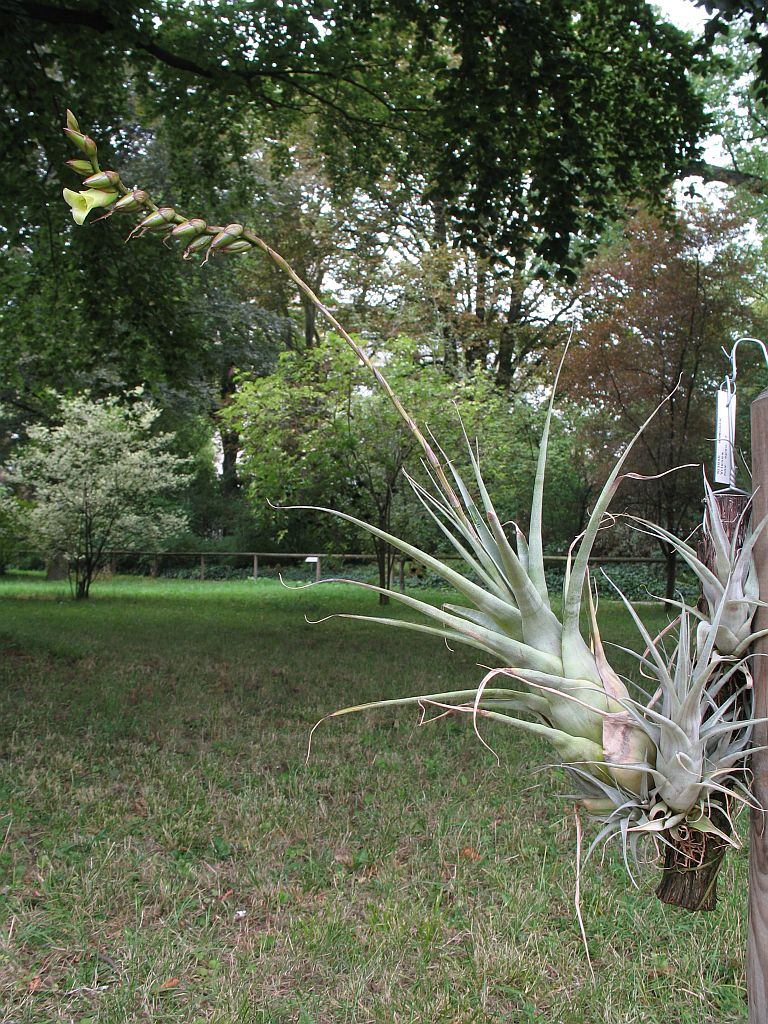